# Matilde da Saxônia, Condessa de Flandres
Matilde da Saxônia ou Matilde Bilungo (Saxônia, 942 – Gante, 25 de maio de 1008) foi uma nobre alemã. Ela foi condessa de Flandres pelo seu primeiro casamento com Balduíno III, e pelo seu segundo casamento com Godofredo I de Verdun, foi condessa de Verdun.

## Família
Matilde foi provavelmente a filha primogênita de Hermano I da Saxónia, o marquês da Marca de Bilungo, e oficial de confiança do imperador Otão I do Sacro Império Romano-Germânico, e de Oda.
Os seus avós paternos eram Bilungo de Stubenskorn e Ermengarda de Nantes. As identidades de seus avós maternos são desconhecidas.
Os seus tios paternos eram Wichman, o Velho, e Amelungo, bispo de Verdun.
Matilde teve quatro irmãos: o duque Bernardo I da Saxónia, casado com Hildegarda de Stade; Liutger, marido de Ema de Lesum, que é venerada como santa pela Igreja Católica; Suanhilda, cujo primeiro marido foi Tietmar, Marquês de Meissen, e o segundo foi outro marquês de Meissen, Ecardo I, e, por fim, Ima, abadessa de Herford, em 995.

## Biografia
Matilde se casou com o conde Balduíno III, filho de Arnulfo I da Flandres e de Adela de Vermandois, em alguma data entre 951 a 959. Eles tiveram apenas um filho, Arnulfo II. Arnulfo teve um meio-irmão ilegítimo por parte do pai com uma amante desconhecida, chamado Alberico, que foi nomeado bispo de Paris em 1016.
Balduíno contraiu varíola após uma campanha militar contra os normandos, e faleceu no dia 1 de janeiro de 961. Arnulfo I, o avô de Arnulfo II, providenciou para que o rei Lotário de França se tornasse o guardião do jovem conde.

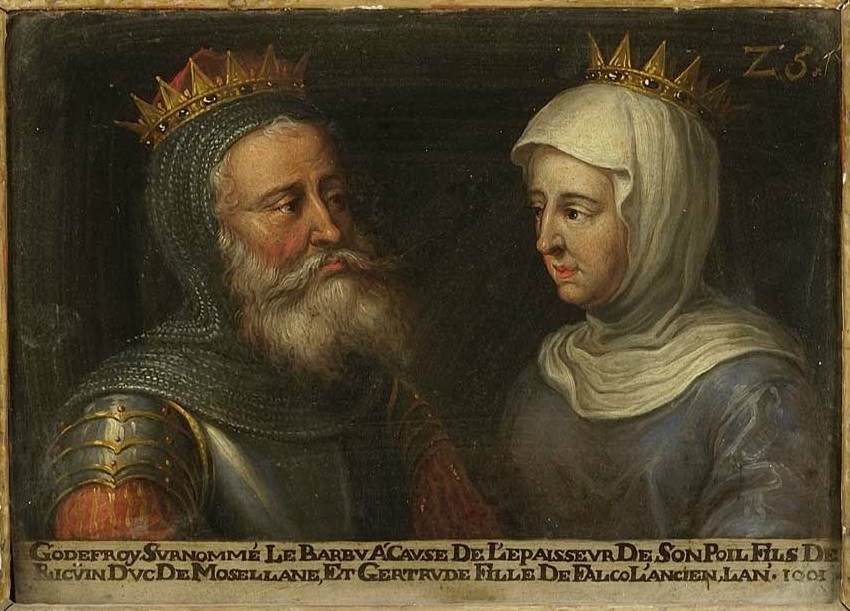
Matilde e Godofredo num retrato do século XVII, localizado na Galleria degli Uffizi, em Florença. Esta pintura faz parte de uma série de cerca de sessenta retratos duplos representando os duques e duquesas de Lorena, bem como os seus supostos antepassados.

Não muito tempo depois de ficar viúva, no ano 963, Matilde contraiu um segundo matrimônio, desta vez com o conde Godofredo I de Verdun, filho de Goslino, Conde de Bidgau e Methingau e de Oda de Metz. Eles tiveram, ao todo, onze filhos.
Em 969, Godofredo tornou-se o novo marquês da Antuérpia, um estado do Sacro Império Romano-Germânico, e, em 974, sucedeu como conde de Mons, parte do Condado de Hainaut.
O Papa Silvestre II, cujo nome de nascimento era Gerbert d'Aurillac, escreveu uma carta abril de 985 para Matilde. Nela, ele transmite o desejo de Godofredo, que estava aprisionado, que a condessa defenda as propriedades do marido, independentemente das ameaças que fizeram contra ele. Essa provavelemnte é uma das cartas que Gerbert disse ter escrito para a imperatriz Teofânia Esclerina.
Godofredo morreu em 3 de setembro de 998 ou em 1002. Matilde faleceu em 25 de maio de 1008, com cerca de 66 anos de idade, e foi sepultada na Abadia de São Pedro do Monte Blandin, na cidade de Gante, que hoje está localizada na Bélgica.

## Descendência
Do primeiro casamento:
- Arnulfo II da Flandres (961/62 – 30 de março de 987), sucedeu como conde sob a custódia e regência do primo de primeiro grau do pai, Balduíno Balso da Bolonha, que se proclamou conde de Courtrai. Tirando vantagem da fraqueza de Fladres durante a menoridade de Arnulfo, Teodorico II da Frísia capturou Gante e Waasmunster, enquanto que o rei Lotário de França, ocupou o sudeste do condado, no papel de protetor do jovem Arnulfo. Para conter a ameaça francesa, o imperador Otão II, criou Marcas na margem direita do rio Schelde, desde Valenciennes no sul, até Antuérpia no norte.[8] Arnulfo foi casado com Rosália de Ivrea, com quem teve dois filhos. Após ficar viúva, Rosália se casou com o rei Roberto II de França, como sua primeira esposa.

Do segundo casamento:
- Adalbero de Verdun (m. 18 de abril de 988), foi nomeado bispo de Verdun, em 984, pelo tio paterno, Adalberto, bispo de Reims, o que levou a uma disputa entre o bispo de Reims com o rei Lotário de França, pois a nomeação foi feita sem a permissão do monarca. Foi sepultado na Catedral de Verdun;[9]
- Frederico (970/76 - 6 de janeiro de 1022), sucessor do pai, porém, acabou se tornando um monge na Abadia de Saint-Vanne, e fez uma peregrinação para Jerusalém. Foi capturado pelo rei Lotário, junto ao pai, quando ele atacou Verdun, em 985, e foi solto dois anos depois, em 987, pelo aliado da família, Hugo Capeto. Não se sabe por quanto tempo ele foi conde, pois, o alvará datado de 17 de agosto de 1156 do imperador Frederico I, indica que o condado foi transferido para o bispo de Verdun durante o reinado de Otão III. Frederico foi responsável por levar a corpo do irmão, da Itália até Verdun, para o enterro. Também foi conde de Castres.[10] Não se casou e nem teve filhos;
- Hermano de Ename (m. 28 de maio de 1029), responsável por proteger a fortaleza da fronteira na vila belga de Ename para o imperador, na província Pagus de Brabante. Foi casado primeiro com Matilde cujo sobrenome é desconhecido, com quem teve três filhos, e depois com Goda, com quem teve mais três filhos. Também foi pai de um filho ilegítimo, Godofredo;[11]
- Godofredo II da Baixa Lorena (965 - 26 de setembro de 1023), recebeu o ducado da Baixa Lorena do imperador Henrique II, após a morte do duque anterior, em 1012. Não se casou e nem teve filhos;[12]
- Gotelão I de Verdun (968/73 - 19 de abril de 1044), foi conde da Marca de Antuérpia, e duque da Baixa Lorena como sucessor do irmão, e depois da Alta Lorena, a partir de 1033. Do seu casamento com uma mulher de nome desconhecido, teve seis filhos;[13]
- Adela de Verdun, esposa de Godizo, conde de Aspelt (hoje no Luxemburgo e Heimbach (na Alemanha). Teve uma filha, Ermengarda, esposa de Bertoldo de Walbeck;
- Ermengarda de Verdun (m. 1042), foi casada com Otão de Hammerstein, conde em Wetterau e Engersgau, no entanto, a validade do casamento foi questionada pela igreja devido a consanguinidade entre o casal, disputa que se arrastou por dez anos, até que finalmente o casamento foi aceito. Teve apenas um filho, Udo;[14]
- Ermentrude de Verdun (7 de março após 1010), casada com Arnaldo, senhor de Florennes, com quem teve seis filhos;[15]
- Reginlinda de Verdun (m. 1 de fevereiro de 1050), foi esposa de Arnoldo II, conde de Wels e Lambach, com quem teve cinco filhos;[16]
- Gerberga de Verdun, esposa de Folmar IV, conde de Metz, com quem teve três filhos;[17]
- Filho ou filha de nome desconhecido, mãe ou pai de Raul, abade de Saint-Germain de Montfaucon.